# Juan Carlos Polini
Juan Carlos Polini (Santa Sylvina, Argentina; 15 de junio de 1968) es un empresario y político argentino del partido Unión Cívica Radical. Es Diputado de la Nación Argentina por la Provincia del Chaco desde 2021.

## Biografía
Nacido en Santa Sylvina, Provincia del Chaco, Polini se licenció de Químico Farmacéutico en la Universidad Nacional de Córdoba y después regresó a su provincia y se instaló en Coronel Du Graty, donde fundó una red de farmacias y una empresa agropecuaria y algodonera. 
En las Elecciones provinciales del Chaco de 2011 fue candidato a vicegobernador acompañando a Roy Nikisch quien buscaba su reelección, resultando en segundo lugar.
Fue electo Intendente de Coronel Du Graty en 2015 con el 46,56%, y fue reelegido en 2019 con el 60,62% de los votos
En las Elecciones legislativas de 2021 fue electo Diputado de la Nación Argentina por la Provincia del Chaco en la lista Juntos por el Cambio.
En junio de 2023, fue a las Primarias provinciales del Chaco en la lista Juntos por el Cambio como candidato a gobernador llevando como candidata a vicegobernadora a Delfina Veiravé (exrectora de la Universidad Nacional del Nordeste) contra el diputado provincial (2017-2023),Leandro Zdero y su candidata a vice la concejal de Charata, Silvana Schneider, quedando en segundo lugar.

## Historial electoral
|  | 30,23 % |

|  | 46,56 % |

|  | 60,62 % |

|  | 42,74 % |

|  | 45,96 % |

## Vida personal
Polini es casado y tiene 4 hijos. Su pasatiempo es el Karting y carreras de automovilismo.